# Genevrières
Genevrières – miejscowość i gmina we Francji, w regionie Grand Est, w departamencie Górna Marna.
Według danych na rok 1990 gminę zamieszkiwały 182 osoby, a gęstość zaludnienia wynosiła 14 osób/km².